# 太郎山 (長野県上田市)
太郎山（たろうやま）は、長野県上田市と埴科郡坂城町の境に位置する山。標高は1,164m。上田盆地の北縁をなしている。

## 概要
東信地方の住民、とりわけ上田市民から親しまれている山で、市内の小中学校や長野県上田高等学校の校歌に登場するなど、「上田市民の山」として知られる。山頂近くには養蚕の神として信仰を集めた太郎山神社が鎮座しており、上田市文化財の指定を受けている。また、山頂付近からは上田市街地や千曲川、遠くの山々（富士山・八ヶ岳）などがよく眺望でき、関東の富士見百景に選ばれている。上信越自動車道の太郎山トンネルが山体を貫いており、トンネル名の由来となっている。
地質は主に緑色凝灰岩によって構成され、その中に流紋岩や黒色泥岩がレンズ状に分布している。
春や秋の天気の変わり目には、太郎山から虚空蔵山（太郎山の西方およそ2.5km）間の稜線において、北の坂城町から上田盆地へ層雲が流入する、逆さ霧と呼ばれる現象が発生することでも有名である。

## コース
- 表参道コース：上り約1時間半
- 裏参道コース：上り約1時間

## 登山口へのアクセス
国道18号上田バイパス新田交差点から北へ車で約5分進むと表参道登山口に到着する。裏参道登山口へは一度左折し、さらに10分程度進む。

## 近隣の山
- 虚空蔵山 - 大河ドラマ『真田丸』第10回『妙手』に登場した虚空蔵山城があった。
- 東太郎山
- 大峯山